# 曼寧島
69°21′18.0″S 76°19′59.9″E / 69.355000°S 76.333306°E
曼寧島，是南極洲的島嶼，位於伊利沙伯女皇地，處於拉斯曼丘陵以北，由挪威探險隊拍攝空中照片和命名，現時由南極條約體系管理。